# Messia selvaggio
Messia selvaggio (Savage Messiah) è un film del 1972 diretto da Ken Russell.
Il film si basa sulla vita dello scultore e pittore francese Henri Gaudier-Brzeska.